# نفط إيران للتجارة الدولية
نفط إيران للتجارة الدولية (نيكو) هي الشركة المحدودة السويسرية التابعة المستندة ل شركة النفط الوطنية الإيرانية (NIOC). نيكو هي شركة مقاولات عامة لصناعة النفط والغاز. شركة النقط الوطنية الإيرانية تشتري الغالبية العظمى من واردات إيران من البنزين. وهي لاعب رئيسي في قطاع الطاقة الإيراني.
تتولى أيضًا عمليات التداول والمبادلة نيابة عن شركة النفط الوطنية الإيرانية. لدى إيران ترتيبات مبادلة مع أذربيجان وتركمانستان وكازاخستان، والتي بموجبها تشحن الخام من منتجي آسيا الوسطى إلى موانئها في بحر قزوين. في المقابل، تقوم إيران بتسليم برميل النفط المكافئ نيابة عن المنتجين الثلاثة في آسيا الوسطى لعملائهم في الخليج العربي.

## روابط خارجية
- الموقع الرسمي
- شركة النفط الإيرانية (المملكة المتحدة) المحدودة - التابعة لشركة NICO
  - Petropars Ltd. - شركة تابعة لـ NICO